# Mammoth Spring
Koordinaten: 36° 29′ 51″ N, 91° 32′ 8″ W
Der Mammoth Spring (deutsch: Mammut-Quelle) ist eine große Karstquelle im Staat Arkansas in den Vereinigten Staaten.

## Beschreibung

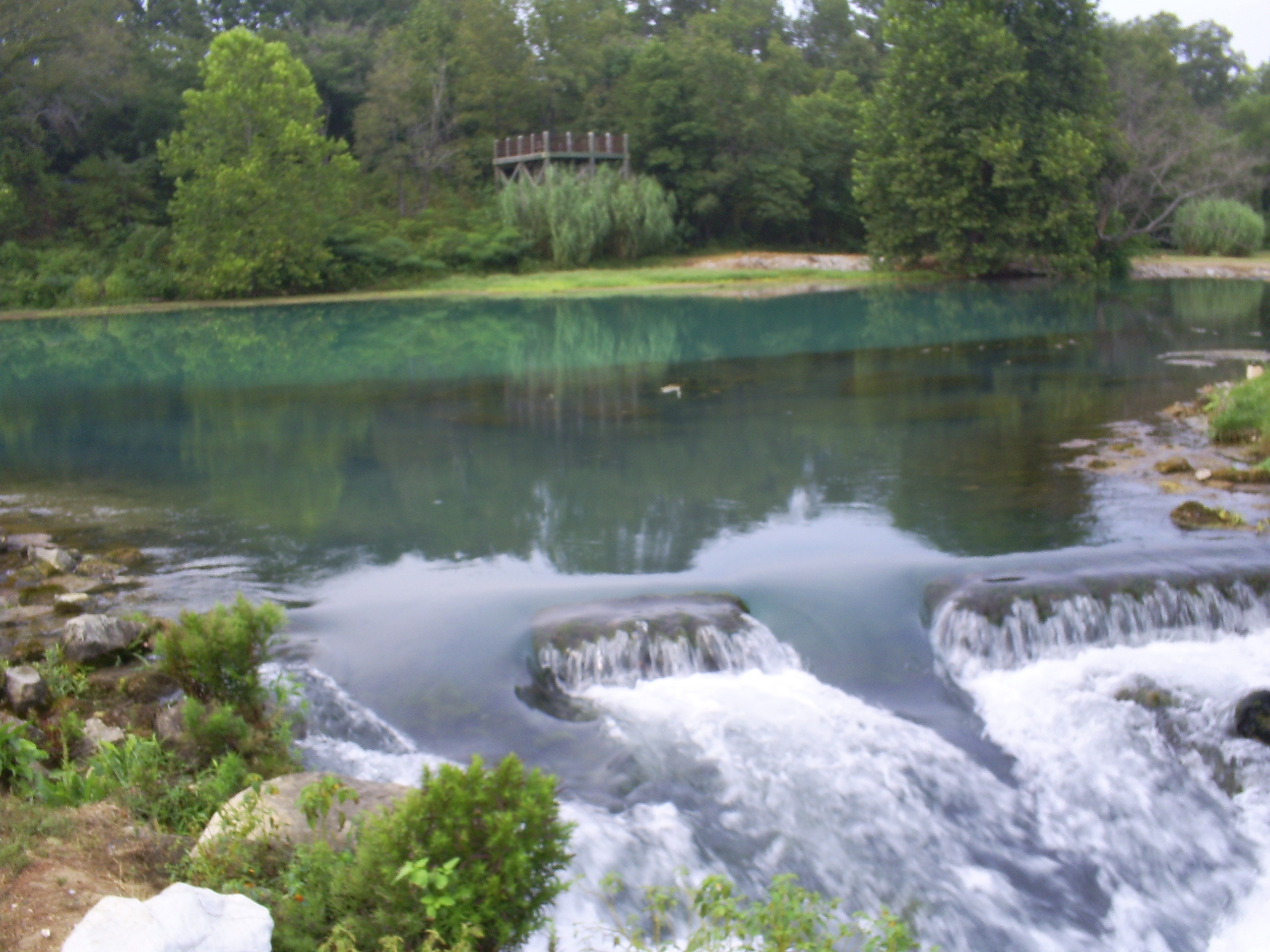
Mammoth Spring von Süden

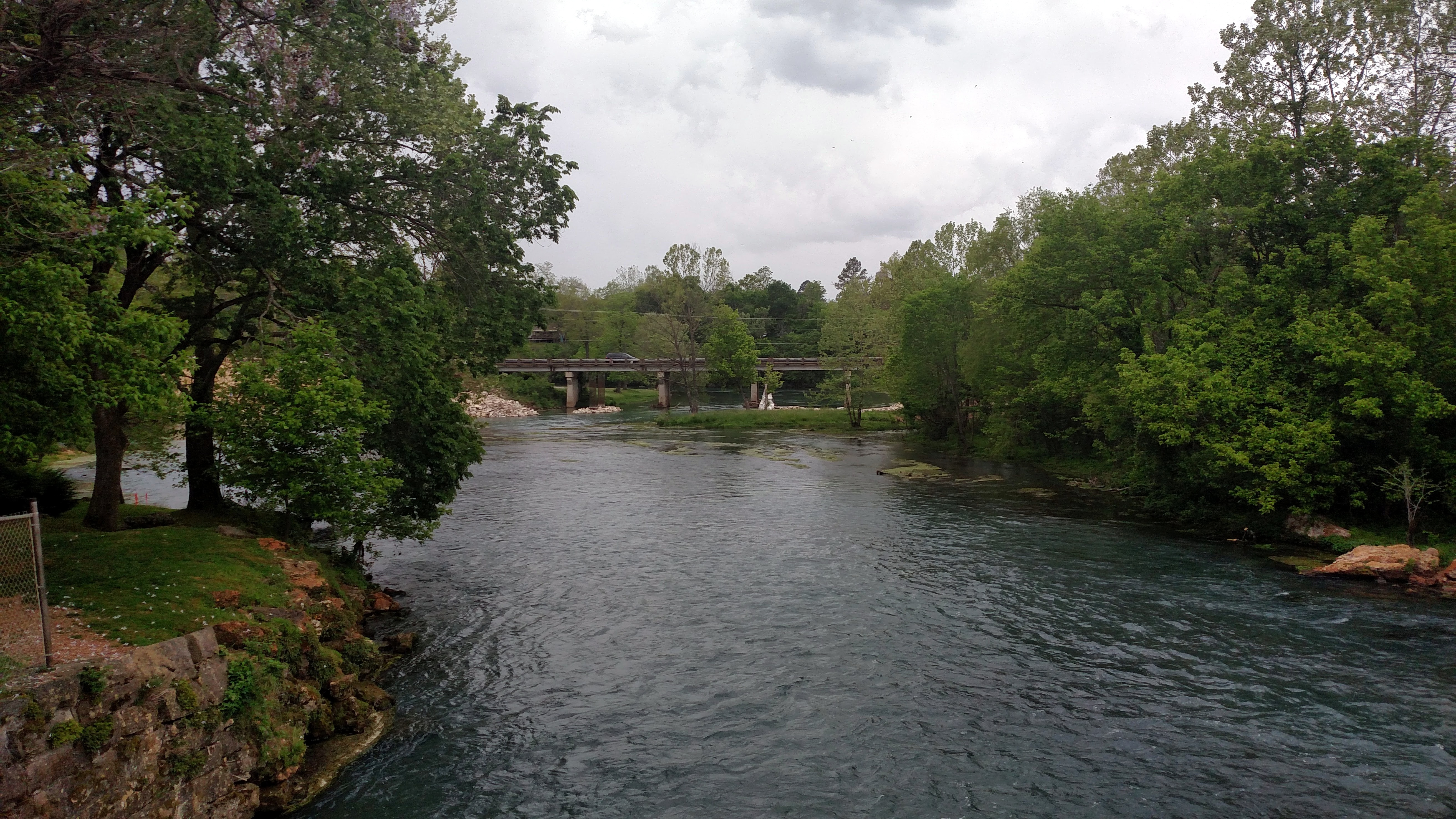
Abfluss der Quelle

Die Quelle liegt im Fulton County etwa 100 m südlich der Staatsgrenze zu Missouri, am Rande des Ortes Mammoth Spring, im Mammoth Spring State Park. Sie ist die größte Quelle in Arkansas und hinter Big Spring und Greer Spring die drittgrößte in den Ozark Mountains. Mammoth Spring wurde 1972 als National Natural Landmark (Naturdenkmal) ausgewiesen. Direkt an der Quelle führt der U.S. Highway 63 vorbei.
Der kreisrunde Quelltopf des Mammoth Springs hat zwei Wasserabflüsse, einen nach Osten und einen kleineren nach Süden. Das Quellwasser fließt dann in einen aufgestauten See. Der dort entspringende Spring River nimmt nach Verlassen des Sees direkt den Warm Fork Spring River auf. Das kalte Quellwasser schafft ausgezeichnete Bedingungen für Forellen. Der Niederschlag, der im Süden Missouris fällt, sickert in das Grundwasser und fließt durch ein riesiges System von Gängen und Hohlräumen. In diesen Hohlräumen bildet sich ein unterirdischer Wasserlauf, der letztlich im 21 m tiefen Quelltopf des Mammoth Springs zutage kommt.
Er schüttet durchschnittlich 9800 Liter Wasser pro Sekunde aus, das eine konstante Temperatur von 14 °C hat. Neun Meilen nordwestlich von Mammoth Spring, kann man einen Teil des unterirdischen Flusses in einem eingestürzten Höhlensystem im Grand Gulf State Park in Missouri besichtigen. Färbeversuche haben eine Verbindung zum Mammoth Spring nachgewiesen.